# Stefan Konarski
Stefan Konarski (ur. 20 czerwca 1945 w Białej Podlaskiej) – polski polityk, związkowiec, historyk, senator IV kadencji.

## Życiorys
Studiował historię na Uniwersytecie Wrocławskim i na UMK w Toruniu, nie uzyskując tytułu zawodowego magistra. Pracował w administracji powiatowej przychodni przeciwgruźliczej w Białej Podlaskiej, następnie w Ośrodku Informacji Naukowej AWF, od 1977 do 1996 był urzędnikiem w urzędzie wojewódzkim. W latach 90. zasiadał w radzie miejskiej. Kierował oddziałem NSZZ „Solidarność” w Białej Podlaskiej (do 2006). Był wiceprzewodniczącym Sekcji Krajowej Pracowników Administracji Rządowej i Samorządowej związku. Był senatorem IV kadencji z ramienia Akcji Wyborczej Solidarność, wybranym w województwie bialskopodlaskim. Następnie został zatrudniony w urzędzie miejskim w Warszawie. Bez powodzenia ubiegał się o reelekcję z własnego komitetu. Należał do Ruchu Społecznego AWS, a następnie do Republikańskiej Partii Społecznej, w której był przewodniczącym rady krajowej.
Później związał się z Prawem i Sprawiedliwością, z list którego bezskutecznie ubiegał się o mandat posła (2005) i radnego sejmiku lubelskiego (2006). W 2010 został radnym Białej Podlaskiej, utrzymując mandat również w 2014. Nie uzyskał natomiast mandatu radnego w 2018.